# Selaginella scalariformis
Selaginella scalariformis är en mosslummerväxtart som beskrevs av Albert Charles Smith. Selaginella scalariformis ingår i släktet mosslumrar, och familjen mosslummerväxter. Inga underarter finns listade i Catalogue of Life.